# Villa Mercedes (Chile)
Villa Mercedes es un pequeño pueblo precordillerano chileno, perteneciente a la comuna de Quilleco, Provincia de Biobío, en la Región del Biobío. Se ubica a 35,6 km de la capital provincial Los Ángeles, y a 12,7 km de la cabecera comunal, Quilleco.
Está ubicado a solo 3,1 km de Canteras, lugar donde se encuentra la histórica hacienda San José de Las Canteras, donde habitó durante varios años Ambrosio O'Higgins y que luego heredó Bernardo O'Higgins Riquelme.

## Estructura
La localidad se sitúa alrededor de varios predios forestales, y está conformada a su vez por varias poblaciones: Villa Mercedes, la original y más antigua, El Bosque y Villa Las Flores, la más reciente, correspondiente a un conjunto habitacional de cien viviendas creado por el Servicio de Vivienda y Urbanización (Serviu) en 2002.

## El Cerro del Diablo
A solo 1 km de Villa Mercedes se ubica una pequeña colina llamada Cerro del Diablo, sobre la cual ronda una conocida leyenda local. La leyenda dice que el diablo se le apareció a un sacerdote que predicaba muy bien y por ello conseguía muchos adeptos. Al rechazar el sacerdote las propuestas del diablo de trabajar para él, este, enfurecido, se venga dejándolo mudo e impidiéndole continuar con sus prédicas. Además se le atribuyen otras leyendas que atribuyen su nombre.